# Enemy Territory: Quake Wars
Enemy Territory: Quake Wars is een FPS-computerspel ontwikkeld door Splash Damage. Het is uitgebracht door Activision voor Windows op 28 september 2007 in Europa en Australië en op 2 oktober 2007 in de Verenigde Staten. Het is het vervolg op Wolfenstein: Enemy Territory.
Het speelt zich af in hetzelfde sciencefictionuniversum als Quake II en Quake 4 en de gebeurtenissen spelen zich af voor de gebeurtenissen in Quake II (een prequel). Het is het tweede spel in de Quake serie (na Quake III Arena) dat gericht is op de multiplayer. De gameplay is vergelijkbaar met Wolfenstein: Enemy Territory waaraan bestuurbare voertuigen en vliegtuigen, asymmetrische teams, veel grote maps en de mogelijkheid om tegen bots te spelen (door de computer bestuurde tegenstanders). In tegenstelling tot het vorige Enemy Territory spel is Quake Wars een commercieel spel en niet gratis te downloaden.
Enemy Territory: Quake Wars is ontwikkeld door Splash Damage voor Windows met een aangepaste versie van de Doom 3 engine van id Software samen met MegaTexture-technologie.
Op 13 februari 2007 werd bekendgemaakt dat het spel ook zal worden uitgebracht voor de Xbox 360 en de PlayStation 3. Op 18 maart 2009 werd bekend dat Aspyr Media het spel had uitgegeven voor de Mac OS X. id Software heeft een versie voor Linux ontwikkeld.

## Gameplay
In het spel nemen de GDF (Global Defense Force) het op tegen de buitenaardse Strogg. Voor elk van deze partijen zijn er vijf klassen die voor beide partijen dezelfde mogelijkheden bieden, zoals soldiers voor gevechtshandelingen, medics voor het genezen van medespelers en engineers voor het repareren en construeren van voorwerpen/gebouwen. De GDF en de Strogg hebben respectievelijk de volgende klassen:
- Soldier / Aggressor
- Medic / Technician
- Engineer / Constructor
- Field Ops / Oppressor
- Covert Ops / Infiltrator

Het doel van het spel is het volbrengen van bepaalde doelen die horen bij de partij die de speler speelt, zoals het innemen van vijandelijk terrein of het verdedigen van bepaalde objecten. Naast globale missies zijn er ook kleine submissies die ook voltooid kunnen worden om een strategisch voordeel te bemachtigen, zoals het vernietigen van een obstakel of het innemen van een bepaald stuk terrein zodat men dichter bij de vijand wordt teruggezet als men doodgaat.
Wanneer de speler een doel volbrengt, schade aan de vijand toebrengt of andere nuttige zaken doet dan doet hij/zij ervaring (XP) op. Een meer ervaren speler kan upgrades krijgen die horen bij zijn/haar klasse, wapens of voertuigen. Deze upgrades gelden alleen tijdens de campagne, bestaande uit drie maps, en na de campagne worden de upgrades voor alle spelers weer gereset.
Bepaalde klassen hebben ook een deploy tool waarmee bepaalde objecten op het speelveld kunnen worden gebracht. Voorbeelden van deze objecten zijn een radar en zogeheten turrets die op vijandelijke voertuigen of personen schieten.

## Demo
Een demo voor Windows werd uitgebracht op 10 september 2007 om 7 uur Nederlandse tijd. De demo bevat de map Valley die men online kan spelen evenals offline tegen bots. Daarnaast bevat de demo de software om een server op te zetten voor een LAN of voor online via het internet. De demo bevat de map Valley waarin de GDF proberen te voorkomen dat de Strogg de lokale bevolking besmet met een substantie via de waterinstallatie. Deze substantie zorgt ervoor dat een ieder die het drinkt doordraait en gedwee doet wat de Strogg willen.
Voor de demo werd een IRC chat gehouden met de ontwikkelaars van het spel waarbij men vragen kon stellen aan hen. Er werden in de periode na het uitbrengen van de demo ook enkele toernooien georganiseerd waaraan spelers met de demoversie aan konden deelnemen.

## Platforms
| Jaar | Platform                      |
| ---- | ----------------------------- |
| 2007 | Windows, Linux                |
| 2008 | OS X, PlayStation 3, Xbox 360 |

## Ontvangst
| Beoordeeld door                         | Platform      | Datum             | Score |
| --------------------------------------- | ------------- | ----------------- | ----- |
| V2.fi                                   | Xbox 360      | 26 juni 2008      | 87%   |
| Worth Playing                           | PlayStation 3 | 12 juni 2008      | 86%   |
| Cheat Code Central                      | Windows       | 2007              | 86%   |
| Game Informer Magazine                  | Xbox 360      | juli 2008         | 80%   |
| Mac Observer                            | Macintosh     | 14 augustus 2008  | 80%   |
| Jeux Vidéo Network                      | Windows       | 27 september 2007 | 80%   |
| JeuxActu                                | Windows       | 8 oktober 2007    | 80%   |
| Games4Mac                               | Macintosh     | 2008              | 79%   |
| GNT - Generation Nouvelles Technologies | Xbox 360      | 2 juli 2008       | 70%   |
| IGN                                     | PlayStation 3 | 28 mei 2008       | 53%   |